# مارتي بليك
مارتي بليك (بالإنجليزية: Marty Blake)‏ هو مدير عام أمريكي، ولد في 22 مارس 1927 في باترسون في الولايات المتحدة، وتوفي في 7 أبريل 2013 في أتلانتا في الولايات المتحدة.